# Hervé Renard
Hervé Renard (* 30. září 1968 Aix-les-Bains) je bývalý francouzský fotbalový obránce a později fotbalový trenér.
Stal se prvním trenérem, který vyhrál Africký pohár národů se dvěma různými mužstvy. Dokázal přivést k titulu Zambii v roce 2012 a Pobřeží slonoviny v roce 2015.